# El Bondho
El Bondho är en ort i Mexiko.   Den ligger i kommunen Cardonal och delstaten Hidalgo, i den sydöstra delen av landet, 130 km norr om huvudstaden Mexico City. El Bondho ligger 2 076 meter över havet och antalet invånare är 412.
Terrängen runt El Bondho är kuperad. Runt El Bondho är det ganska tätbefolkat, med 60 invånare per kvadratkilometer. Närmaste större samhälle är El Nith, 18,6 km sydväst om El Bondho. Trakten runt El Bondho består i huvudsak av gräsmarker.